# کریستین ووک
کریستین ووک (انگلیسی: Christian Wück؛ زادهٔ ۹ ژوئن ۱۹۷۳) بازیکن فوتبال اهل آلمان است.
از باشگاه‌هایی که در آن بازی کرده‌است می‌توان به باشگاه فوتبال وولفسبورگ، باشگاه فوتبال آرمینیا بیله‌فلد، باشگاه فوتبال کارلسروهه، و باشگاه فوتبال نورنبرگ اشاره کرد.
وی همچنین در تیم ملی فوتبال زیر ۲۱ سال آلمان بازی کرده‌است.